# Гектор Альберт Кафферата-молодший
Гектор Альберт Кафферата-молодший (англ. Hector Albert Cafferata Jr.; 4 листопада 1929 — 12 квітня 2016) — американський військовик, морський піхотинець, отримав медаль Пошани за подвиг в битві біля водосховища Чосін під час Корейської війни. У листопаді 1950 року рядовий першого класу Кафферата самотужки відбив ворога чисельністю до полку та врятував поранених побратимів, викинувши бойову гранату, ціною власних серйозних травм.

## Раннє життя
Гектор Кафферата народився 4 листопада 1929 року в Нью-Йорку в родині Гектора А. Кафферата-Міллера, перуанського мігранта, який народився в Чакасі; і Гелен Сігні з Монтвіля, Нью-Джерсі. Його прадід Педро Кафферата-Баттілана був консулом Італії в Уарасі між 1890 і 1900 роками.
Він виріс у громаді Лейк-Гаявата в Парсіппені-Трой-Гіллз, і в сусідньому Монтвіллі (штат Нью-Джерсі). У 1949 році закінчив середню школу у Бунтоні.У 1943 році він працював у корпорації Sun Dial у Колдвеллі, штат Нью-Джерсі .

## Військова служба

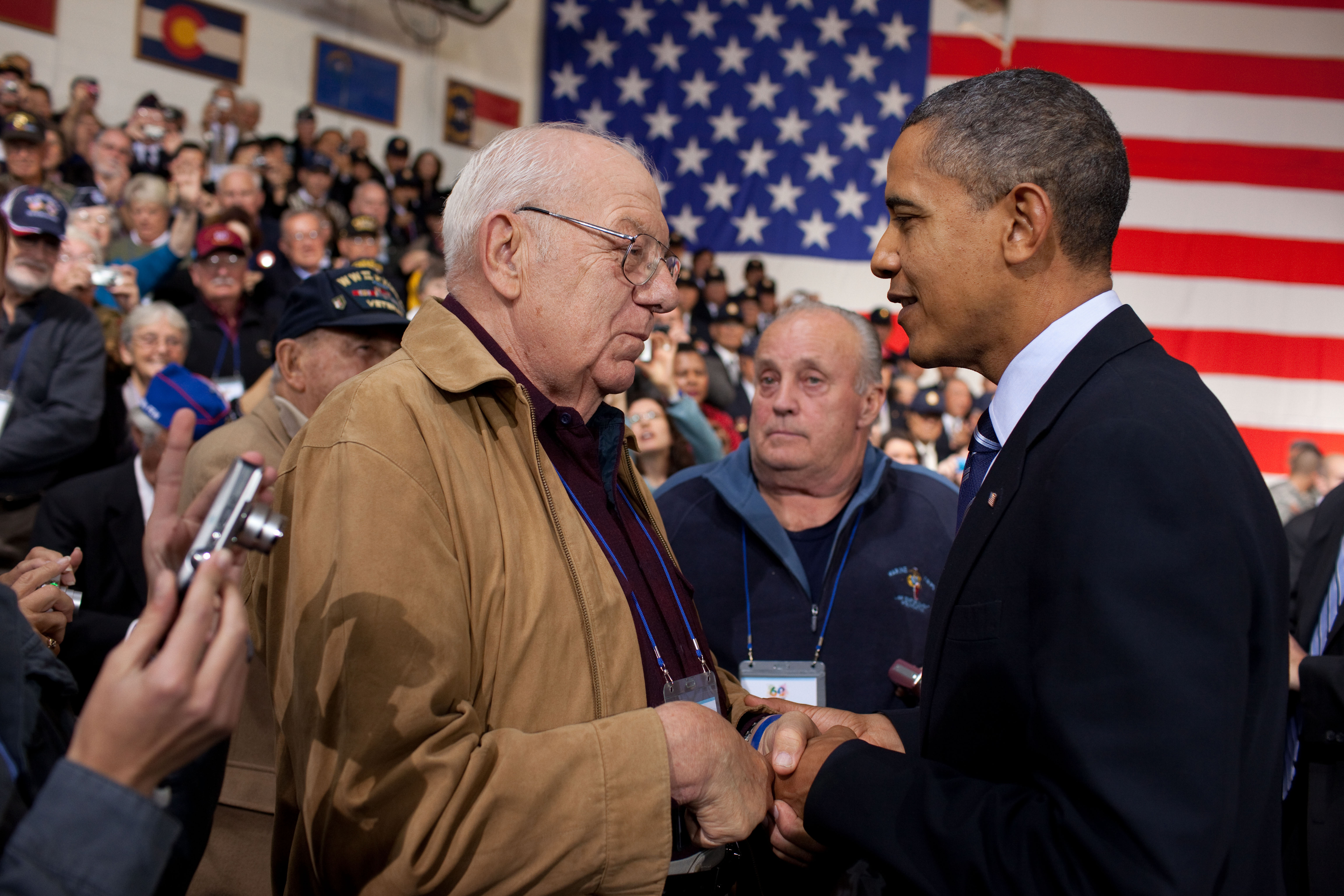
Кафферата тисне руку президенту Бараку Обамі.

Кафферата був зарахований до резерву морської піхоти 15 лютого 1948 року. Він був членом 21-го резервного піхотного батальйону в Довері, штат Нью-Джерсі, доки його не призвали на військову службу 6 вересня 1950 року. Після додаткового навчання в Кемп-Пендлтоні (Каліфорнія) рядовий першого класу Кафферата у жовтні 1950 року вирушив до Кореї, приєднавшись до 2-го батальйону 7-го полку морської піхоти 1-ї дивізії морської піхоти.

Кафферата відзначився під час битви біля водосховища Чосін, самотужки стримуючи ворожу силу розміром з полк і знищивши два ворожі взводи після того, як майже вся його команда була вбита або важко поранена. Лише він і його колега з морської піхоти Кеннет Бенсон змогли чинити опір, але Бенсон був тимчасово осліп після того, як граната вибухнула біля обличчя. Бенсон продовжував перезаряджати гвинтівку М-1 Кафферати, а Кафферата воював з ворогом без пальта чи черевиків, яких він не міг знайти в ранковій темряві. Бій почався рано вранці і тривав понад п'ять годин.
Решту ночі я відбивав ручні гранати своїм окопним знаряддям, стріляючи в них із рушниці. Тієї ночі я, мабуть, розбив десяток гранат своїм інструментом. І знаєте що? Я був найгіршим у світі бейсболістом.

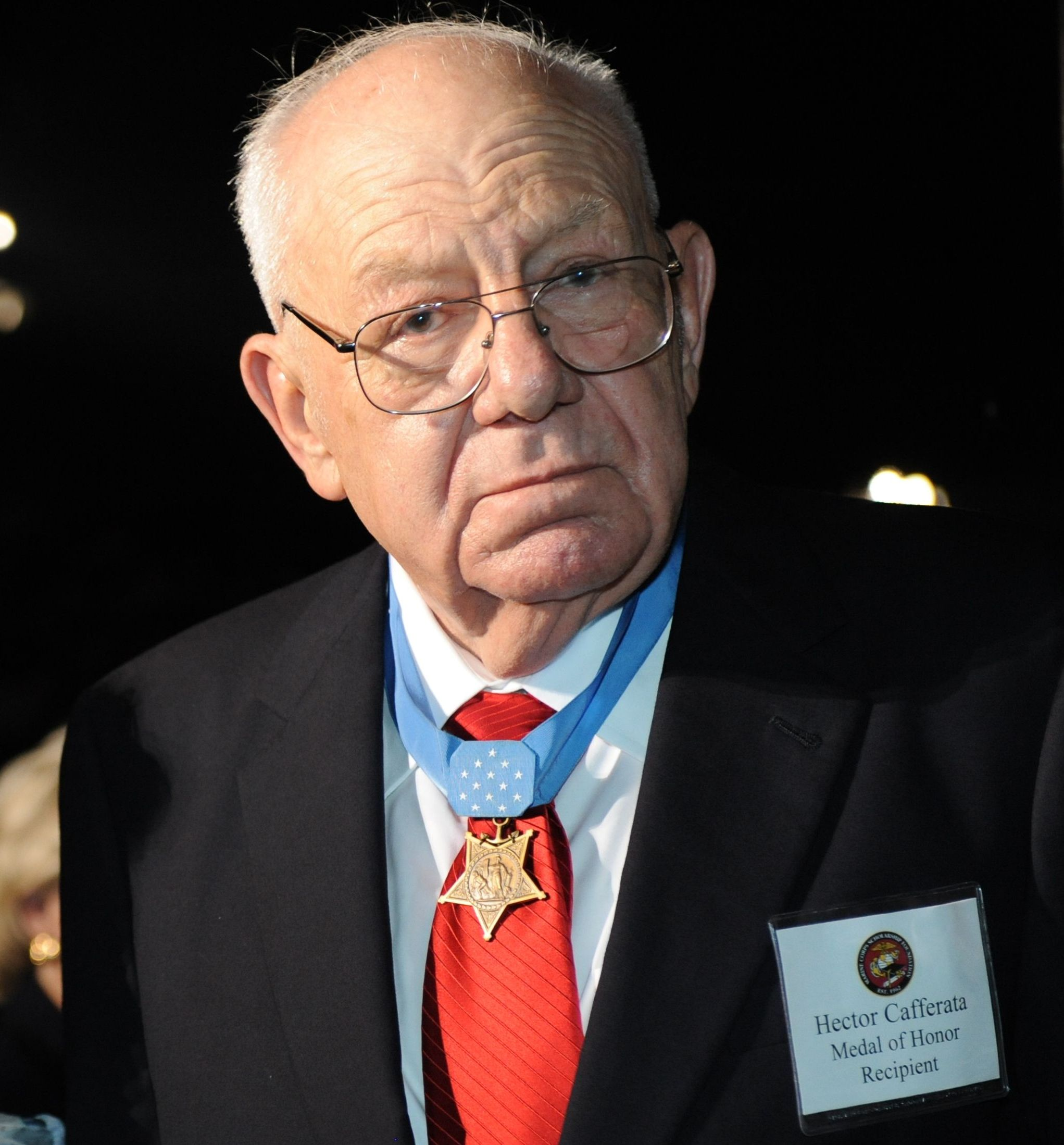
Кафферата на прийомі в морських казармах Вашингтона 23 липня 2010 року

Коли бойова граната впала в неглибокий окоп, який займали його поранені товариші по морській піхоті, він схопив її і жбурнув геть — врятувавши життя багатьох, але отримав важкі поранення. Нарешті він був важко поранений снайпером, але його врятували інші морські піхотинці.
У грудні 1950 року його евакуйовали до Японії. Кафферата повернувся до Сполучених Штатів у січні для лікування у Військово-морському госпіталі США у Сент-Олбансі (Нью-Йорк). 1 вересня 1951 року отримав пенсію за станом здоров'я.
24 листопада 1952 року отримав медаль Пошани від президента Гаррі Трумена.

## Повоєнне життя і смерть
Після війни Кафферата продавав мисливське та рибальське спорядження, працював у Відділі рибальства та дикої природи Нью-Джерсі та керував таверною в місті Альфа (штат Нью-Джерсі).

Кафферата помер 12 квітня 2016 року в госпісі у Венісі, штат Флорида. У нього залишилася дружина Доріс, з якою він прожив понад 50 років, четверо дітей, брат, шість онуків і троє правнуків.

У 2023 році міністр військово-морських сил оголосив, що новий Lewis B. PullerLewis B. Puller на його честь буде названа USS Hector A. Cafferata Jr.